# Disaulax hirsuticornis
Disaulax hirsuticornis är en skalbaggsart som först beskrevs av Kirby 1818.  Disaulax hirsuticornis ingår i släktet Disaulax och familjen långhorningar.
Artens utbredningsområde är Paraguay. Inga underarter finns listade i Catalogue of Life.